# Academia Preuniversitaria Femenina
La Academia Preuniversitaria Femenina, (traducciones alternativas: Academia Preparatoria Femenina y Academia Preparatoria para Mujeres Jóvenes; en inglés: Young Women's College Preparatory Academy, YWCPA) es una escuela secundaria y prepatoria (high school) pública para niñas en Houston, Texas, que está localizada en el ex-Centro Contemporáneo de Enseñanza. Como un parte del Distrito Escolar Independiente de Houston (HISD por sus siglas en inglés), YWCPA se abrió en el otoño de 2011.
La academia es un proyecto de la Fundación de Educación para Mujeres Jóvenes (Foundation for the Education of Young Women).
Es la primera escuela solamente para niñas de HISD. El consejo escolar aprobó la creación de la escuela en 2010.